# Irene del Valle de la Sen
Irene del Valle de la Sen (Barcelona, 1984), también conocida como Irene la Sen, es una poeta y arquitecta española. Ha realizado los estudios de arquitectura y arquitectura técnica, especializándose en diseño computacional y trabajando posteriormente para el estudio de Norman Foster en Londres. 

## Biografía
Su poesía la ha llevado al panorama nacional e internacional a través de festivales de artes, música y literatura como, entre otros, el ARTmoda 2007 y 2008 (Mallorca), el Ping! 2007 y 2008 (Mallorca), los European Poetry Slam Day´s 2009 (Berlín), Cosmopoética 2010 (Córdoba), Sos Estrella Levante 2010 (Murcia), Semana de Poesía 2010, 2011 y 2012 (Barcelona), kósmopolis 2011 (Barcelona), Sziget 2010 (Budapest), Inverso 2010 (Madrid), la presentación internacional de la Anilla Cultural Latiniamérica-Europa en el CCCB de Barcelona, FÁCYL 2011 (Salamanca), Llunes d´Es Baluard 2012 (Mallorca), La Casa Encendida 2012 (Madrid), encuentro de Arquitecturas Colectivas 2013 y el Festival Expluart, ambos en Vigo, Transpoesie 2014 (Bruselas). En UK fue poeta invitada para Apples and Snakes 2015 (Birmingham)  y ha leído en la Casa de John Keats. En 2018 participó en el festival Literatura en Trànsit con poesía y proyecciones de geometría generativa.
Ha publicado el libro de poesía CAL (Ya lo dijo Casimiro Parker, Madrid 2010), dos discos de poesía experimental, "Los Métodos" con Jazznoise, y "ElectriCal", en el que recita poemas sobre clásicos de la música electrónica. También se han recogido sus poemas en las antologías El Último Jueves, Amb accent a la neutra y la revista La Bolsa de Pipas, entre otros. Fue la primera poeta en residencia de Axóuxere . Como exponente de nuevas formas de expresión poética, ha participado como ponente y ha realizado talleres en el Institut d'Estudis Balearics de Palma, Mesa de Jóvenes Mujeres Poetas (Universidad de Barcelona) y en LABoral Centro de Arte de Gijón. Ha expuesto en el Centro de Arte La Real y la Factoría de Avilés. Codirigió Poetry Slam Mallorca durante varios años y fundó Poetry Slam España junto con otros poetas como Annalisa Marí Pegrum.